# Eurhopalothrix hoplites
Eurhopalothrix hoplites é uma espécie de formiga do gênero Eurhopalothrix, pertencente à subfamília Myrmicinae.